# Lunar: Genesis
Lunar: Genesis (ルナ-ジェネシス-?, Runa Jenesisu) è un videogioco di ruolo alla giapponese della serie Lunar sviluppato dalla Japan Art Media. Originariamente pubblicato in Giappone nell'agosto 2005 da Marvelous Interactive, il gioco è stato tradotto in lingua inglese e distribuito in America del Nord da Ubisoft nel settembre successivo come Lunar: Dragon Song, mentre in Europa è stato reso disponibile nel 2006 da Rising Star Games.
Primo titolo originale della serie Lunar degli anni 2000, Lunar: Genesis è il secondo videogioco pubblicato su una console portatile in seguito al remake Lunar Legend per Game Boy Advance, tradotto in inglese dalla stessa Ubisoft.

## Trama
Il gioco è ambientato un migliaio di anni prima gli eventi di Lunar: The Silver Star, costituendone un prequel. I protagonisti della storia sono Jian Campbell, un giovane e atletico fattorino, e Lucia Collins, un'amica che lavora con Jian. Entrambi dovranno salvare il mondo dalla minaccia crescente della Tribù Vile, una razza di potentissimi maghi che desiderano ottenere il controllo della dea Althena e conquistare il mondo.

## Modalità di gioco
JRPG tradizionale per Nintendo DS, introduce numerose funzionalità che sfruttano l'hardware della periferica, tra cui il combattimento su due schermate e l'uso del microfono integrato per inviare comandi.